# Saint-Étienne-sur-Chalaronne

Saint-Étienne-sur-Chalaronne este o comună în departamentul Ain din estul Franței.